# Liste der Monuments historiques in Le Barp
Die Liste der Monuments historiques in Le Barp führt die Monuments historiques in der französischen Gemeinde Le Barp auf.

## Liste der Objekte
| Bezeichnung | Beschreibung | Standort                        | Kennzeichnung | Schutzstatus | Datum | Bild |
| ----------- | ------------ | ------------------------------- | ------------- | ------------ | ----- | ---- |
| Glocke      | Bronze, 1729 | in der Kirche St-Jacques (Lage) | PM33000041    | Classé       | 1942  |      |